# Flashback!
Boomerang, voorheen Flashback!, is een stalen achtbaan van het model Boomerang in attractiepark Six Flags St. Louis.

## Levensloop
Flashback! was een van de eerste Boomerangs, gebouwd door Vekoma en opende in 1989 in Six Flags Over Texas.
De achtbaan is 285 meter lang en 35 meter hoog en heeft een topsnelheid van 76 km/u. De rit duurt 1:48 minuten en kan 760 personen per uur verwerken.
In seizoen 2008 werkte Six Flags Over Texas aan een aantal aanpassingen. Zo zou er een nieuwe trein op gaan rijden. In seizoen 2009 ging Flashback! weer open voor het publiek.
Op 3 september 2012 is deze achtbaan gesloten voor publiek en werd deze verplaatst om in 2013 terug open te gaan in Six Flags St. Louis onder de naam Boomerang.
Huidig:
Aquaman: Power Wave ·
Batman The Ride ·
Joker ·
Judge Roy Scream ·
Mini Mine Train ·
Mr. Freeze ·
New Texas Giant ·
Pandemonium ·
Runaway Mine Train ·
Runaway Mountain ·
Shock Wave ·
Titan  ·
Wile E. Coyote's Grand Canyon Blaster
Verdwenen:
Big Bend · 
Cucaracha ·
Flashback! ·
La Vibora